# Кара Елехалде
Карлос Елехалде Гарай (на испански: Carlos Elejalde Garay), по-известен като Кара Елехалде (роден във Витория, Алава, на 10 октомври 1960 г.) е испански актьор, режисьор и сценарист.

## Биография
Карлос Елехалде има богата биография. Учи драматично изкуство във Витория, а след това и актьорско майсторство. Основава няколко театрални трупи, работи в киното, дори пише текстове на песни за баски рок групи.
Артистичната му кариера започва в театъра, появява се в различни постановки, хумористични представления и монолози.
През 1987 г. дебютира в света на киното с пълнометражния филм „На всички четири страни“ (A los cuatro vientos), където се сближава с емблематичните за новото поколение баски режисьори Хуанма Бахо Ульоа и Хулио Медем.
Основно работи като актьор, но също така е сценарист и режисьор на два филма – „Година Мариано“ (Año mariano) от 1999 г. и „Торапия“ (Torapia) от 2004 г.
Снимал е с най-изтъкнатите испански режисьори. Забележителна е работата му с Исиар Боляин във филма „Дори дъжда“ (También la lluvia) от 2010 г., който му донася Награда Гоя. През 2014 г. отново печели Гоя в същата категория за касовия „Испанска афера“ (Ocho apellidos vascos) на режисьора Емилио Мартинес Ласаро. Филмът се радва на зрителски интерес, поради което през 2015 г. се сдобива с продължение – „Испанска афера 2“ (Ocho apellidos catalanes). И трите ленти са познати на българския зрител, тъй като са излъчвани на редица кинофестивали в цялата страна. 
През 2016 г. участва в комедията „Бременни“ (Embarazados), където си партнира с Пако Леон и Александра Хименес.

## Филмография

### Кино
| година | филм                                         | режисьор                                       |
| ------ | -------------------------------------------- | ---------------------------------------------- |
| 2022   | Васил                                        | Алфредо                                        |
| 2016   | Embarazados                                  | Juana Macías                                   |
| 2016   | 100 metros                                   | Marcel Barrena                                 |
| 2015   | Ocho apellidos catalanes                     | Emilio Martínez-Lázaro                         |
| 2015   | Rey gitano                                   | Juanma Bajo Ulloa                              |
| 2014   | A Esmorga                                    | Ignacio Vilar                                  |
| 2014   | Ocho apellidos vascos                        | Emilio Martínez-Lázaro                         |
| 2014   | Mortadelo y Filemón contra Jimmy el Cachondo | Javier Fesser                                  |
| 2012   | Invasor                                      | Daniel Calparsoro                              |
| 2012   | Miel de naranjas                             | Imanol Uribe                                   |
| 2010   | También la lluvia                            | Iciar Bollain                                  |
| 2010   | Biutiful                                     | Alejandro González Iñárritu                    |
| 2007   | Los cronocrímenes                            | Nacho Vigalondo                                |
| 2005   | Locos por el sexo                            | Javier Rebollo                                 |
| 2004   | El Calentito                                 | Chus Gutiérrez                                 |
| 2004   | Torapia                                      | Karra Elejalde                                 |
| 2002   | A selva                                      | Leonel Vieira                                  |
| 2002   | Carne de gallina                             | Javier Maqua                                   |
| 2002   | Nos miran                                    | Norberto López Amado                           |
| 2001   | Demasiado amor                               | Ernesto Rimoch                                 |
| 2001   | El rey de la granja                          | Gregorio Muro y Carlos Zabala                  |
| 2001   | Lázaro de Tormes                             | Fernando Fernán Gómez José Luis García Sánchez |
| 2001   | Marujas asesinas                             | Javier Rebollo                                 |
| 2000   | Visionarios                                  | Manuel Gutiérrez Aragón                        |
| 1999   | Un dulce dolor a muerte                      | Gabriel Retes                                  |
| 1999   | Año mariano                                  | Karra Elejalde Fernando Guillén Cuervo         |
| 1999   | Los sin nombre                               | Jaume Balagueró                                |
| 1998   | Novios                                       | Joaquim Oristrell                              |
| 1997   | Airbag                                       | Juanma Bajo Ulloa                              |
| 1997   | La pistola de mi hermano                     | Ray Loriga                                     |
| 1996   | Adán y Eva                                   | Joaquim Leitão                                 |
| 1996   | Best Seller: El premio                       | Carlos Pérez Ferré                             |
| 1996   | Corsarios del chip                           | Rafael Alcázar                                 |
| 1996   | El dedo en la llaga                          | Alberto Lecchi                                 |
| 1996   | Tierra                                       | Julio Medem                                    |
| 1995   | Entre rojas                                  | Azucena Rodríguez                              |
| 1995   | Salto al vacío                               | Daniel Calparsoro                              |
| 1995   | Tatiana, la muñeca rusa                      | Santiago San Miguel                            |
| 1994   | La leyenda de un hombre malo                 | Myriam Ballesteros                             |
| 1994   | Días contados                                | Imanol Uribe                                   |
| 1994   | Enciende mi pasión                           | José Miguel Ganga                              |
| 1993   | Kika                                         | Pedro Almodóvar                                |
| 1993   | La ardilla roja                              | Julio Medem                                    |
| 1993   | La madre muerta                              | Juanma Bajo Ulloa                              |
| 1992   | Acción mutante                               | Álex de la Iglesia                             |
| 1992   | Vacas                                        | Julio Medem                                    |
| 1991   | Alas de mariposa                             | Juanma Bajo Ulloa                              |
| 1990   | Sauna                                        | Andreu Martín                                  |
| 1987   | A los cuatro vientos                         | José Antonio Zorrilla                          |

### Телевизия
- Bertan Zoro (по ETB, през 1991)
- Pepa y Pepe (по TVE, през 1995)
- El síndrome de Ulises (по Antena 3, през 2008)
- El chiringuito de Pepe (по Telecinco, през 2016)

## Награди и номинации
- Присъдена награда Гоя

| година | категория                          | филм                  | резултат  |
| ------ | ---------------------------------- | --------------------- | --------- |
| 2016   | Най-добър актьор в поддържаща роля | 100 metros            | номиниран |
| 2014   | Най-добър актьор в поддържаща роля | Ocho apellidos vascos | победител |
| 2010   | Най-добър актьор в поддържаща роля | También la lluvia     | победител |

Между 1995 г. и 2015 г. на Карлос Елехалде са му присъждани много и различни награди от международни кинофестивали.
- Награда Ramón Labayen de Cine, entregado por Ulialde elkartea (2015).
- Награда Turia, Premio Especial por Ocho apellidos vascos (2014).
- Награда al Mejor actor en el II Festival de Cortometrajes Ciudad de Ávila por Loco con ballesta (2013).
- Награда Ciudad de Arnedo del Festival Octubre Corto (2012).
- Награда Gutako Bat del KREA Expresión Contemporanea (2011).
- Награда Interpretación Ciudad de Festival Internacional de Cortometrajes y Cine Alternativo de Benalmádena (2002).
- Награда Premio de la Unión de Actores Vascos (2002).
- Награда Reconocimientos por su interpretación en La madre muerta, de Juanma Bajo Ulloa (2001)
- Награда Reconocimientos por su interpretación en Año mariano de Karra Elejalde y Fernando Guillén Cuervo (1999).
- Награда Premio del Festival Internacional de Cine de Aubagne (Francia) (1996)
- Награда Premio del Fantasporto (Portugal) (1995)
- Награда Premio al Cine Vasco (III Edición) del periódico El Mundo (1995)
- Награда Premio de Honor de la Unión de Actores Vascos (1995).